# Colonia la Lomita
Colonia la Lomita är en ort i Mexiko.   Den ligger i kommunen Tangancícuaro och delstaten Michoacán de Ocampo, i den centrala delen av landet, 300 km väster om huvudstaden Mexico City. Colonia la Lomita ligger 1 610 meter över havet och antalet invånare är 314.
Terrängen runt Colonia la Lomita är varierad. Runt Colonia la Lomita är det ganska tätbefolkat, med 116 invånare per kvadratkilometer. Närmaste större samhälle är Zamora, 6,6 km nordväst om Colonia la Lomita. Trakten runt Colonia la Lomita består till största delen av jordbruksmark.